# Tyler Riggs
Tyler Riggs (25 de febrero de 1986) es un modelo y actor estadounidense.

## Modelaje
Su carrera comenzó por accidente cuando posaba para un compañero de clase, un estudiante de fotografía. El profesor de su amigo le sugirió que se dedicara al modelake, y en 2007, Riggs firmó con la agencia Red Model Management y se mudó a Nueva York. Desde entonces, Riggs ha sido referido como una "excitante nueva cara" and "model of the week" por Models.com. Fue posicionado séptimo en la lista de junio de 2009 de Forbes de los modelos masculinos más exitosos. Ha aparecido en el blog de moda de New York Times. Tyler de debutó en el desfile de Gaetano Navarra durante ĺa Milan Fashion Week otoño/invierno 2008-2009 y abrió para Neil Barrett. Desde entonces ha desfilado para Alessandro Dell'Acqua, Alexander McQueen, Costume National, DKNY, Givenchy, Gucci, Hermès, Kenzo, Louis Vuitton, Marni, Moschino  y Thierry Mugler. Ha aparecido en la portada de Sportswear International, GQ Style Russia, Contributing Editor y dentrod e revistas como Wonderland, V, VMAN, Another Man, Details, i-D, Numero Homme, L'Officiel Hommes, GQ y 10+ Magazine, como también en catálogos promocionales de Louis Vuitton, D&G, Topman, Ray-Ban, Diesel, Sisley, Bershka, Raoul Fashion, William Rast for Target y Converse por John Varvatos.

## Filmografía
| Año  | Título                   | Papel             | Notes |
| ---- | ------------------------ | ----------------- | ----- |
| 2010 | Lulu at the Ace Hotel    | Paul              |       |
| 2012 | The Truth in Being Right | Frankie/Jimmy/Ted |       |
| 2013 | Angels in Stardust       | Mickey            |       |
| 2014 | Thinspiration            | Brendan           |       |
| 2018 | Forever My Girl          | Jake              |       |

## Vida personal
Está casado con la modelo finlandesa Suvi Koponen.